# 레알 아프간 카불
레알 아프간 카불은 아프가니스탄의 축구단이다. 현재 아프가니스탄 프리미어리그에서 참가하고 있다.